# Ангара-А5
«Ангара́-А5» — российская ракета-носитель тяжёлого класса семейства «Ангара», первая тяжёлая ракета-носитель, разработанная в России после распада СССР.
Головной разработчик и производитель — Государственный космический научно-производственный центр имени М. В. Хруничева. Первая и вторая ступень — двигатели РД-191 разработки и производства НПО «Энергомаш» имени академика В. П. Глушко, третья ступень — двигатель РД-0124 разработки и производства Конструкторское бюро химавтоматики.
Главный заказчик — Министерство обороны РФ.
Первый полёт с космодрома Плесецк состоялся 23 декабря 2014 года, с космодрома Восточный — 11 апреля 2024 года.

## Разработка

### Хронология разработки А5
дента РФ Бориса Ельцина от 6 января 1995 года «О создании космического ракетного комплекса „Ангара“». Государственными заказчиками были Минобороны РФ и Российское космическое агентство (впоследствии Федеральное космическое агентство, ныне госкорпорация «Роскосмос»). Головным разработчиком стал ГКНПЦ им. М. В. Хруничева.
В 1990-е годы работы по проекту фактически не велись из-за недофинансирования ракетно-космической отрасли, они возобновились в 2000-е годы.
- Конец 2015 года — подписан госконтракт между Роскосмосом и Центром им. Хруничева на изготовление трёх первых ракет «Ангара-А5». Он предполагает разработку, изготовление и проведение лётных испытаний носителей. Первая «Ангара-А5» должна быть собрана до мая 2021 года, вторая — в 2024 году, третья — в 2025 году. Первый пуск тяжёлого носителя с дальневосточного космодрома, согласно требованиям госконтракта, должен быть проведён с августа по декабрь 2021 года[4].
- 2 марта 2018 года вице-премьер Дмитрий Рогозин, по итогам посещения омского ПО «Полёт», сообщил о принятии решения об открытии работ по модернизации «Ангары-А5»: ракету необходимо облегчить и увеличить её тяговооружённость. Кроме того, необходимо открыть работы по кислородно-водородному двигателю, который будет применяться в третьей ступени «Ангары-А5В»[5].
- 26 марта 2018 года Центр им. Хруничева сообщил, что предприятие приступило к изготовлению первой ракеты-носителя «Ангара-А5» тяжёлого класса для проведения запланированного на 2021 год пуска с космодрома Восточный[4]. Вице-премьер Дмитрий Рогозин уточнил, что речь идёт об обычной версии носителя — «Ангара-А5», а не о её модернизированной версии «Ангара-А5М», поскольку первая не соответствует изначально заложенным техническим требованиям и нуждается в доработке[6].
- 28 июня 2018 года и. о. первого заместителя главы Роскосмоса Николай Севастьянов сказал, что для окончательного перехода ракеты «Ангары-А5» в серийное производство необходимо осуществить три пуска с Плесецка и три с Восточного[7].
- 2 ноября 2018 года министр обороны РФ Сергей Шойгу сообщил, что создание тяжёлой «Ангары» находится на постоянном контроле Минобороны, поскольку от успешной реализации проекта напрямую зависит наращивание орбитальной группировки космических аппаратов двойного и военного назначений[8].
- В конце 2018 года была произведена продувка моделей «Ангары-А5» в большой гиперзвуковой и ударной аэродинамических трубах в ЦАГИ, были определены особенности обтекания и теплообмена на поверхности ракеты-носителя на траектории выведения при гиперзвуковых режимах полёта; по итогам испытаний были внесены изменения в конструкцию ракеты[9].
- 19 декабря 2020 года глава Роскосмоса Дмитрий Рогозин сообщил, что второй лётный экземпляр «Ангары-А5», запущенный 14 декабря 2020 года, полностью подтвердил требования заказчика (МО РФ) по грузоподъёмности и по точности выведения; 28 декабря вице-премьер РФ Юрий Борисов подтвердил, что во второй запущенной «Ангаре-А5» исправлены ранее выявленные недостатки, она подтвердила своё соответствие требованиям Минобороны[10]. «Ангара-А5М» будет запущена в 2024 году[11].
- 18 февраля 2021 года генеральный конструктор КБ «Салют» Центра им. М. В. Хруничева Сергей Кузнецов сообщил, что вторая «Ангара-А5», запущенная 14 декабря 2020 года, по параметрам точности выведения груза и грузоподъёмности перевыполнила требования, заданные Минобороны: на НОО было выведено более 23 тонн, на ГСО — 2420 кг. При этом расчёты остатков компонентов топлива показали, что на «Ангаре-А5» с космодрома Плесецк на геостационарную орбиту в будущем можно выводить нагрузки больше расчётных — свыше 2,5 тонн[12].

### Хронология разработки А5М и А5П
Изначально предполагалось, что перспективный пилотируемый корабль нового поколения (первое название — «Федерация», с осени 2019 года — «Орёл») будет запускаться при помощи ракеты-носителя «Ангара-А5П». Доработка «Ангары» под пилотируемые пуски связана с необходимостью соблюдения более высоких показателей безопасности по сравнению с носителем, предназначенным для запуска автоматических аппаратов. По словам научного руководителя Института космической политики Ивана Моисеева, для сертификации новой ракеты-носителя, пригодной для полётов людей, нужно не менее пяти испытательных запусков. Доработка включает в себя следующие позиции: повышение надёжности двигателей, разработка специализированной системы аварийной защиты, доработка конструкции ракеты-носителя под пилотируемые пуски на корабле «Орёл», разработка системы управления повышенной надёжности. Кроме того, необходимо выполнить ряд работ по наземной инфраструктуре, начиная от технического комплекса и заканчивая стартовым комплексом, который должен обеспечивать в случае нештатной ситуации быструю эвакуацию экипажа со старта. Стоимость этих работ была заложена в Федеральную космическую программу на 2016—2025 годы: доработка ракеты-носителя оценивалась в 10 млрд. рублей, создание ракетного комплекса тяжёлого класса на Восточном (ОКР «Амур») оценивалось в 96 млрд. рублей, оценка стоимости создания наземной космической инфраструктуры не озвучивалась (входит в ФЦП «Развитие российских космодромов», которую не приняли даже к середине 2017 года).
- 21 декабря 2014 года замгендиректора Центра им. Хруничева Александр Медведев сообщил, что предприятие за несколько лет до этого проработало возможность создания пилотируемой «Ангары», и не было никаких причин, препятствующих созданию пилотируемой версии из этого носителя. В настоящее время Центр реализует техническое задание по созданию ракеты-носителя «Ангара» для доставки автоматических аппаратов и пилотируемых кораблей в рамках лунной экспедиции[15].
- По состоянию на апрель 2015 года[16] планировался первый пилотируемый пуск ПТК НП и полёт к МКС с экипажем из двух человек. Согласно проекту Федеральной космической программы на 2016—2025 годы, пилотируемый пуск перенесён на 2025 год. В середине 2017 года Роскосмос фактически свернул разработку пилотируемого варианта «Ангары» в пользу «Союза-5», обозначив возможный пуск «Ангары-А5П» в период после 2025 года[13].
- В мае 2017 года источник в ракетно-космической отрасли сообщил, что Роскосмос решил отказаться от «Ангары-А5П» в пользу Союза-5. 10 апреля 2018 года Правительство РФ поддержало замену пилотируемой «Ангары» на «Союз-5»[17]. Таким образом, пилотируемая «Ангара» была отложена на период после 2025 года[18]. После окончания испытаний, начиная с 2021 года, «Ангару-А5П» планировалось использовать также и для запусков «Федерации» к МКС.
- 3 июня 2017 года вице-премьер Дмитрий Рогозин анонсировал РКН «Ангара-А5М», запуск которой намечен на 2021 год с космодрома Восточный[19]. От варианта А5 модернизированный вариант будет отличаться применением модернизированного двигателя РД-191М, тяга которого на 10 % выше.
- 11 июля 2017 года глава Роскосмоса Игорь Комаров сообщил СМИ, что первый запуск «Ангары-А5М» произойдёт с Восточного в 2021 году с космическим аппаратом, тип которого будет определён позднее[20].
- 19 ноября 2018 года глава Роскосмоса Дмитрий Рогозин заявил, что «Ангара» будет использоваться в Лунной программе в части создания транспортной системы[21].
- 6 сентября 2019 года Дмитрий Рогозин заявил, что лётные испытания корабля «Федерация» решено вернуть на «Ангару», первый тестовый беспилотный пуск без стыковки с МКС пройдет в 2023 году, в 2025 году состоится пилотируемый полёт, в 2026 — пилотируемый полёт со стыковкой с МКС[22][23]. Источник в ракетно-космической отрасли сообщил, что причина возврата пилотируемых пусков с «Союза-5» снова на «Ангару» связана с тем, что пилотируемая версия «Союза-5» привела бы к усложнению и удорожанию базовой версии, и сделало бы его коммерчески неконкурентоспособным носителем, в частности, пришлось бы предпринять ряд шагов по повышению грузоподъёмности до 18 тонн.
- 8 октября 2019 года источник в ракетно-космической отрасли сообщил СМИ, что разработка проекта «Ангары-А5П» должна завершиться к концу 2019 года, в данное время работы по созданию ракеты находятся на начальной стадии. «Ангара-А5П» будет отличаться от базовой тяжёлой «Ангары» большей степенью резервирования, надёжности и безопасности, а также меньшими перегрузками при отрыве от стартового стола и при разделении третьей ступени и пилотируемого корабля «Орёл»[24].
- 23 октября 2019 года генеральный конструктор КБ «Салют» Центра им. М. В. Хруничева Сергей Кузнецов сообщил, что «Ангара-А5М», которая заменит не соответствующую требованиям Минобороны РФ «Ангару-А5», будет впервые запущена в конце 2024 года с космодрома Восточный[25], однако при необходимости пуски могут осуществляться и с Плесецка[26].
- 6 ноября 2019 года Дмитрий Рогозин сообщил, что первая произведённая на омском предприятии «Полёт» пилотируемая ракета-носитель «Ангара-А5П» ожидается к 2024 году[27].
- 31 января 2020 года источник в ракетно-космической отрасли сообщил, что Роскосмос и Минобороны России одобрили модифицированную «Ангара-А5М» с повышенной по отношению к изначальной «пятёрке» грузоподъёмностью и отвечающую требованиям военного ведомства. Ожидается, что А5М появится в 2024 году и будет выводить с Восточного на низкую околоземную орбиту полезную нагрузку массой 27,5 тонн[28]. 14 февраля эту информацию подтвердил Дмитрий Рогозин[29].

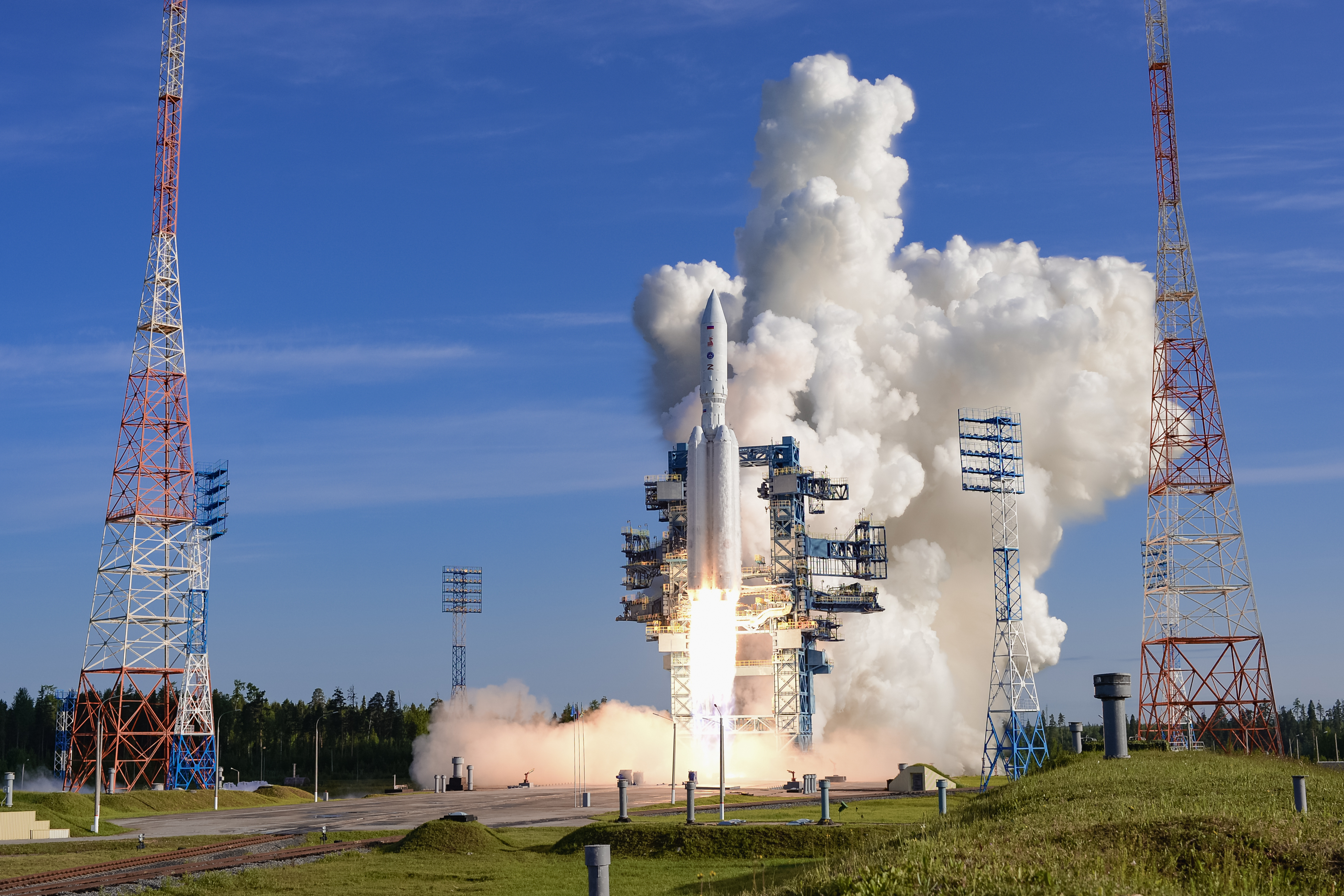
Запуск ракета-носителя Ангара-А5 19 июня 2025 года Космическими войсками ВКС РФ с Плесецка.

- В мае 2020 года генеральный директор Центра им. Хруничева Алексей Варочко сообщил, что сборка первого лётного образца «Ангары-А5М» начнётся с 2023 года.
- 30 июня 2020 года в госкорпорации Роскосмос заявили о внесении изменений в государственный контракт на опытно-конструкторскую работу «Амур» с включением в него работ по модернизации и дальнейшему развитию семейства (разработка модернизированной версии ракет «Ангара-А5» — «Ангара-А5М»)[30].
- 6 августа 2020 года Роскосмос на сайте госзакупок разместил материалы, согласно которым на изготовление первой «Ангары-А5М» в 2023—2024 годах планируется потратить 6,1 млрд рублей, второй в 2023—2025 годах — 6,2 млрд рублей[31].
- 13 декабря 2020 года из материалов на сайте госзакупок стало известно, что Роскосмос выделит на адаптацию корабля «Орёл» к «Ангаре» более миллиарда рублей, работы планируют завершить к апрелю 2021 года. Средства будут потрачены на «разработку эскизного проекта на космический комплекс с пилотируемым транспортным кораблём и ракетой-носителем тяжёлого класса „Ангара“ на космодроме Восточный»[32].
- 24 декабря 2020 года генеральный конструктор КБ «Салют» Центра им. Хруничева Сергей Кузнецов сообщил СМИ, что «Ангара-А5М» будет запущена в конце 2024 года. Пилотируемой версией «Ангары» будет «Ангара-А5М», у которой двигатели РД-191М будут работать на режиме, соответствующем режиму работы двигателей РД-191 базовой «Ангары-А5». Работа двигателей на пониженной тяге позволит иметь дополнительный запас и обеспечит безопасность и гарантированное решение этой задачи[33][34].
- 2 августа 2022 года заместитель генерального конструктора КБ «Салют» — начальник КБ «Полет» Александр Сальников сообщил СМИ, что КБ завершает разработку конструкторской документации для выпуска «Ангары-А5М». Сейчас ведется технологическая подготовка производства для испытаний стендовых изделий, после которых предприятие сможет приступить к изготовлению первой ракеты «Ангара-А5М»[35].
- 10 апреля 2023 года гендиректор Центра им. Хруничева Алексей Варочко сообщил СМИ, что предприятием разработан и защищен эскизный проект по адаптации ракет «Ангара-А5» и «Ангара-А5М» для обеспечения запуска корабля «Орел»[36].

### Хронология разработки А5В
- 13 апреля 2015 года председатель научно-технического совета Роскосмоса Юрий Коптев сообщил, что первый пуск «Ангары-А5В» состоится в 2023 году[37]. В проекте Федеральной космической программы на 2016—2025 годы указывалось, что «Ангара» в 2024 году должна доставить на орбиту пилотируемый транспортный корабль нового поколения. Ещё два пуска с помощью новой модификации «Ангары» планируется провести в 2025 году, в результате будет совершён пилотируемый облёт Луны новым космическим кораблём[16].
- 22 апреля 2015 года Юрий Коптев сообщил, что рассмотренный аванпроект «Ангары-А5В», предложенный Центром им. Хруничева, принят и будет готов к концу 2015 года[38].
- Конец апреля 2015 года — в Федеральной космической программе на 2016—2025 годы было прописано, что первый полёт «Ангары-А5В» с грузомакетом на борту состоится с космодрома Восточный в 2023 году, а в 2024 году носитель должен доставить на орбиту корабль «Федерация» в беспилотном режиме. Ещё два пуска планировалось провести в 2025 году для пилотируемого облёта Луны на корабле «Федерация»[39].
- Конец 2015 года — аванпроект «Ангары-А5В» был готов и разослан центром имени М. В. Хруничева в профильные НИИ для согласования. Первый полёт носителя был назначен на 2026 год[40].
- 22 января 2016 года в Роскосмосе заявили, что из-за сокращения ФКП на 2016—2025 годы завершение наземной экспериментальной отработки «Ангары-А5В» планируется только в 2025 году. Проведение лётных испытаний в этот период не предусмотрено[41].
- 12 апреля 2016 года научно-технический совет Роскосмоса утвердил аванпроект «Ангары-А5В» с целью создания носителя как средства доставки российских космонавтов на Луну в районе 2030—2035 годов.
- 13 апреля 2016 года глава Роскосмоса Игорь Комаров заявил, что первый запуск «Ангары-А5В» состоится в 2021 году, а в 2024 году «Ангара» выведет на орбиту пилотируемый корабль «Федерация»[42].
- 17 мая 2016 года генеральный конструктор Центра им. Хруничева Александр Медведев заявил СМИ, что эскизное проектирование «Ангары-А5В» начнётся в 2017 году, а разработка ракеты-носителя будет завершена в 2025 году[43].
- 19 апреля 2017 года стало известно, что Роскосмос начал разработку эскизного проекта «Ангары-А5В», которая теперь стала относиться к классу «ракета-носитель тяжёлого класса повышенной грузоподъёмности»[44].
- 8 июня 2017 вице-премьер Дмитрий Рогозин сообщил о форсированной разработке сверхтяжёлого носителя, в связи с чем начаты научно-исследовательские работы по водородному двигателю РД-0150, который также будет использован в третьей ступени «Ангары-А5В»[45].
- 31 июля 2017 Центр им. Хруничева опубликовал материалы, из которых следует, что «Ангара-А5М» и «Ангара-А5В» помимо использования форсированных двигателей РД-191М получат также и модернизированные ступени — модифицированные модули УРМ-1М (универсальны для А5М и А5В) и УРМ-2М. Также будет доработана система управления[46].
- 22 августа 2017 исполняющий обязанности генерального директора центра имени М. В. Хруничева Алексей Варочко сообщил, что опытно-конструкторская работа по адаптации «Ангары» под космодром Восточный (ОКР «Амур») находится на стадии выпуска конструкторской документации и будет завершена в конце 2018 года[47].
- 25 августа 2017 Алексей Варочко сообщил, что грузоподъёмность «Ангары-А5М» на НОО составит 24,8—25 тонн. Разработка водородных технологий для использования в «Ангаре-А5В» находится только на стадии конструкторских проработок, поскольку не входит в Федеральную целевую программу развития космодромов России до 2025 года[48].
- В 2017 году в Роскосмосе заявили, что первый пуск «Ангары-А5В» с Восточного произойдёт в 2027 году. Сама разработка носителя начнётся только после создания «Ангары-А5М».
- 30 июля 2018 года глава НПО «Энергомаш» Игорь Арбузов рассказал, что при благоприятных условиях в районе 2024 года предприятие может выйти на создание кислородно-водородной ступени на основе двигателя РД-0150 для «Ангары-А5В»[49].
- 25 октября 2018 года генеральный конструктор КБ «Салют» Сергей Кузнецов сообщил, что в случае если существующий график финансирования не будет скорректирован, то Центр имени Хруничева готов создать первый лётный образец ракеты-носителя тяжёлого класса повышенной грузоподъёмности «Ангара-А5В» к концу 2026 года с тем, чтобы в 2027 году провести её первый испытательный запуск[50].
- 29 октября 2018 года пресс-служба Центра им. Хруничева распространила сообщение, согласно которому предприятие готово приступить к разработке эскизного проекта «Ангары-А5В» с кислородно-водородным разгонным блоком в 2019 году. В настоящее время ведутся переговоры с Роскосмосом. Ранее предполагалось, что работы по «Ангаре-А5В» начнутся после 2025 года[51].
- 11 ноября 2018 года Дмитрий Рогозин сообщил о планах Роскосмоса начать лётные испытания Ангары А5В с водородной ступенью в 2026 году[52].
- 22 июня 2019 года на Международном авиакосмическом салоне в Ле Бурже Роскосмос распространил материалы, из которых следовало, что для «Ангары-А5В» будут разработаны модернизированные разгонные блоки с увеличенной заправкой топливом: кислородно-водородный КВТК-УЗ и кислородно-керосиновый ДМ-УЗ[53].
- 26 октября 2019 года генеральный конструктор КБ «Салют» Сергей Кузнецов сообщил, что срок первого пуска «Ангары-А5В» с кислородно-водородной ступенью до сих пор не был определён, так как не были сформированы требования к облику ракеты[54].
- 30 июня 2020 года в госкорпорации Роскосмос заявили о внесении изменений в государственный контракт на опытно-конструкторскую работу «Амур», где была указана разработка эскизного проекта ракеты-носителя повышенной грузоподъёмности — «Ангара-А5В» (с кислородно-водородной третьей ступенью). А также заявлено о рассмотрении варианта создания РН «Ангара-А5ВМ» с многоразовыми возвращаемыми ступенями.
- 14 июля 2020 года по итогам совещания главы Роскосмоса Дмитрия Рогозина с коллективом КБ Химавтоматики поставлена задача форсировать работы по созданию ракетных двигателей нового поколения на водороде и метане с целью создания «Ангары-А5В» не позднее 2025 года[55].
- 25 августа 2020 года на форуме «Армия-2020» Дмитрий Рогозин сообщил, что госкорпорация готовит контракт на разработку «Ангары-А5В», но он может быть подписан только после подтверждения финансирования по этой программе. Трудности связаны с урезанием Федеральной космической программы до 2025 года на 150 млрд рублей[56].
- 22 января 2021 года на сайте госзакупок Роскосмос разместил контракт на реконструкцию и техническое перевооружение сборочных производств водородных ступеней и разгонных блоков на московской площадке Центра им. Хруничева. Намечается реконструировать четыре корпуса и перевооружить один из них, а также построить два новых корпуса. Ввод объекта в эксплуатацию ожидается в IV квартале 2023 года. Это позволит создать производственные мощности, необходимые для выпуска конечных изделий — ракет-носителей «Ангара-А5В» и разгонных блоков («Бриз-М» или кислородно-водородный блок тяжёлого класса) — до 10 изделий в год[57].
- 18 февраля 2021 года генеральный директор Центра им. Хруничева Алексей Варочко сообщил СМИ, что весной предприятие представит Роскосмосу эскизный проект «Ангары-А5В»[58].
- 25 августа 2021 года генеральный конструктор КБ «Салют» Сергей Кузнецов сообщил СМИ, что эскизный проект ракеты-носителя «Ангара-А5В» с кислородно-водородной ступенью намечается закончить в этом году. На разработку эскизного проекта космического ракетного комплекса «Амур» второго этапа с ракетой «Ангара-А5В» в 2020—2021 годах выделены 455 млн рублей[59].
- 4 сентября 2021 года глава Роскосмоса Дмитрий Рогозин сообщил, что пуск «Ангары-А5В» ожидается в 2026—2027 году[60][61].
- 29 декабря 2021 года в испытательном комплексе Воронежского центра ракетного двигателестроения успешно проведено огневое испытание кислородно-водородного ракетного двигателя РД-0146Д1, создаваемого на предприятии для разгонного блока КВТК ракеты-носителя тяжёлого класса «Ангара-А5»[62].
- 13 января 2022 года в презентации Дмитрия Рогозина было сообщено о защите эскизного проекта кислородно-водородного двигателя РД-0150 тягой 55 тс для III ступени «Ангары-А5В»[63].
- 17 апреля 2024 года глава Роскосмоса Юрий Борисов, на совещании Президента России с правительством, доложил о планах начать лётные испытания «Ангары-А5В» в 2030 году[64].

### Лётно-конструкторские испытания
До завершения лётно-конструкторских испытаний и появления на космодроме «Восточный» стартового комплекса (ориентировочно — в 2023 году) основным заказчиком и пусковым оператором «Ангары» будет Министерство обороны РФ.
- 31 декабря 2014 года генеральный конструктор средств выведения лёгкого и тяжёлого класса Центра им. Хруничева Владимир Нестеров сообщил СМИ, что лётные испытания ракеты-носителя «Ангара» планируется завершить в 2020 году, к этому сроку должно быть осуществлено десять запусков по программе лётных испытаний: пять запусков лёгкой ракеты-носителя и пять — тяжёлой[65].
- 31 января 2020 года на 44-х Академических чтениях по космонавтике главный научный сотрудник НИИ космических систем Центра им. Хруничева Юрий Клименко сообщил, что лётные испытания «Ангары-А5» с космодрома Плесецк сокращены с 10 до 6 пусков, по программе «Амур» («Ангара-А5» с космодрома Восточный) запусков будет ещё меньше[66].
- 18 февраля 2021 года генеральный директор Центра им. Хруничева Алексей Варочко сообщил СМИ, что сокращение числа пусков тяжёлой «Ангары» с 10 до 6 в рамках ЛКИ связано с достижением безаварийного функционирования ракеты-носителя уже с первых пусков.
- 9 октября 2021 года из репортажа ГТРК «Поморье» стало известно, что программа лётных испытаний сокращена с шести до пяти пусков (учитывая пуски 2014 и 2020 годов) с окончанием в 2022 году[67].

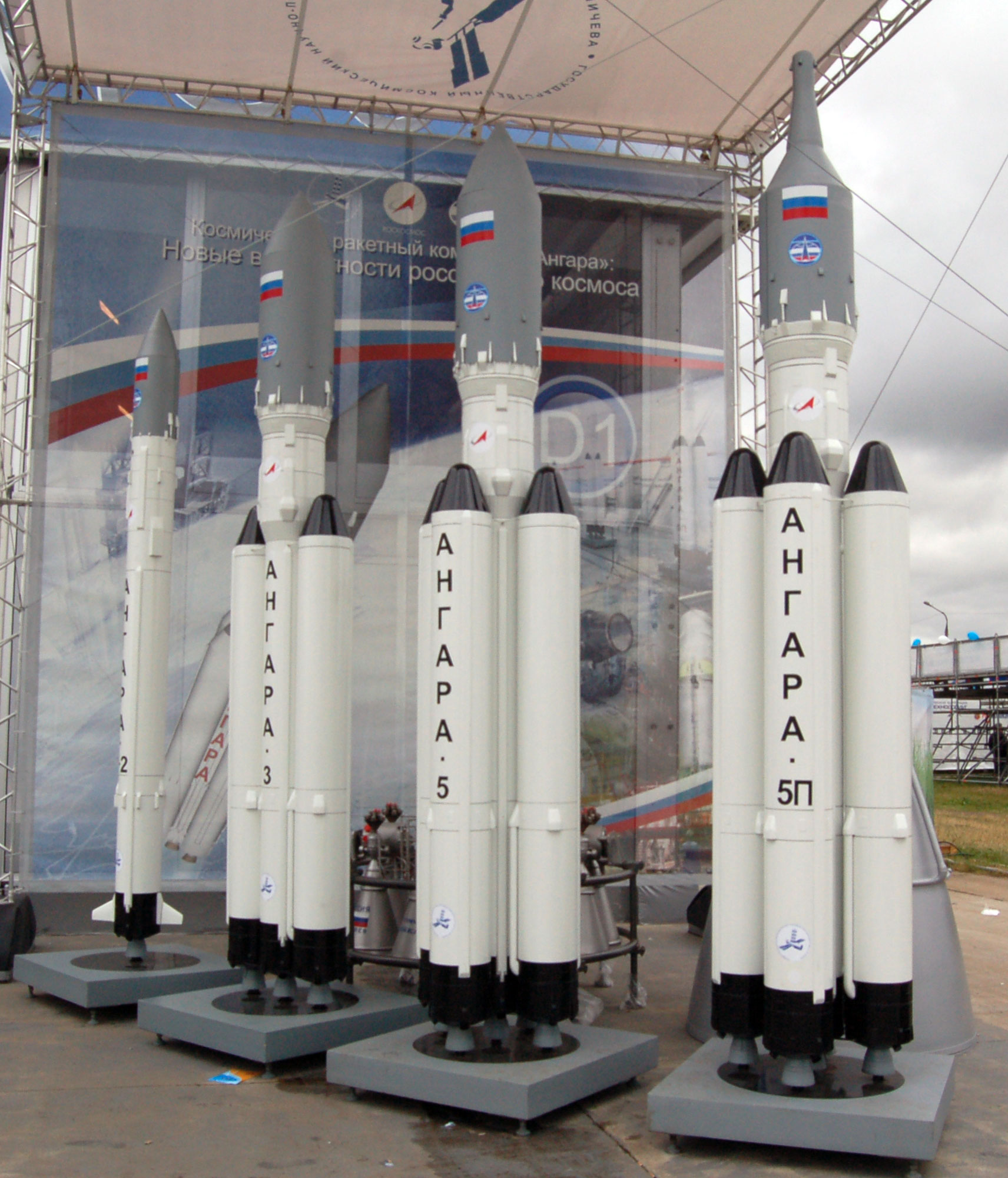
Макеты РН семейства «Ангара»

### Планируемая модификация
Планируется три модификации базовой «Ангары-А5» (первые три носителя в рамках лётно-конструкторских испытаний) :
- «Ангара-А5М» (2023 год, Восточный) — модернизированный вариант «пятёрки» с двигателями РД-191М, благодаря которым грузоподъёмность увеличится с 22,3 т до 24,5—25,0 т[68].
- «Ангара-А5П» (2023 год, Восточный) — пилотируемый («П» — пилотируемая) вариант «Ангара-А5М», который будет отличаться от неё большей степенью резервирования, надёжности и безопасности в целях выполнения пилотируемых пусков, а также меньшими перегрузками при отрыве от стартового стола и при разделении третьей ступени и пилотируемого корабля «Орёл».
- «Ангара-А5В» (2027 год, Восточный) — вариант «Ангара-А5М» повышенной грузоподъёмности за счёт применения водородной ступени.

Зимой 2015 года Роскосмос должен был начать рассмотрение проектов по созданию сверхтяжёлой ракеты-носителя, но в марте того же года было решено отказаться от его создания ввиду отсутствия моногрузов массой 50—70 тонн, сосредоточившись на создании научно-технического задела и разработке отдельных систем и агрегатов для будущей сверхтяжёлой ракеты (один из вариантов предполагает, что от РКН «Ангара-А5В» будет взята верхняя водородная ступень). Вместо носителя сверхтяжёлого класса решено создать модификацию «Ангары-А5» двойного назначения, способную выводить на орбиту как тяжёлые спутники в интересах Министерства обороны РФ, так и аппараты гражданского назначения. «Ангара-А5В» будет отличаться от «Ангары-А5» большей грузоподъёмностью за счёт замены третьей ступени с кислородно-керосиновой на кислородно-водородную — это позволит поднять грузоподъёмность на 10 тонн (рекомендации научно-технического совета Роскосмоса предусматривали выведение на низкую орбиту полезной нагрузки массой 35 тонн, в новом проекте требования выросли до 38 тонн), а также будет возможно использовать разгонный блок ДМ производства РКК «Энергия». Предварительная оценочная стоимость модификации составляла 37 млрд. рублей. При этом вся программа создания ракеты с учётом строительства и оснащения наземной инфраструктуры для неё будет стоить 150 млрд. рублей.
Впервые в истории отечественной космической промышленности новая ракета-носитель будет создаваться в кооперации трёх ведущих космических предприятий-конкурентов: Центра им. Хруничева, РКК «Энергия» и РКЦ «Прогресс», это решение стало инициативой руководителей всех трёх предприятий.

### Многоразовая модификация
В 2018 году один из идеологов ракет семейства «Ангара» генеральный конструктор средств выведения Александр Медведев предложил сделать «Ангару-А5В» многоразовой. Согласно концепции Медведева, после старта связка первой и второй ступеней (четыре боковых блока первой ступени и центральный блок второй ступени) без отделения друг от друга, как должно быть при пуске одноразовой «Ангары», продолжают лететь до момента отделения от них третьей ступени с космическим аппаратом. Затем третья ступень продолжает полёт по своей программе, а связка из первой и второй ступеней выдаёт тормозной импульс, разворачивается в воздухе и летит двигателями вниз. Перед посадкой центральный блок включает двигатель на торможение, и ракета «садится» на выдвижные опоры, как у ракеты Falcon 9 от SpaceX. Приземлять ракету предлагается на плавучую платформу в Охотском море в 1360 километрах от космодрома. В случае если многоразовая «Ангара» будет приземляться на Восточном, то есть на месте запуска, её грузоподъёмность снизится сразу на 40—50 % от потенциально возможных 37 тонн. Создание многоразовой версии «Ангары» потребует её конструкторской переделки, дооснащения носителя посадочными опорами, системой управления при посадке, дополнительными системами теплозащиты. Всё это увеличит массу ракеты на 12 %. Плюс, само возвращение ракеты потребует около 7 % от общих объёмов топлива в носителе. После доработки многоразовая «Ангара-А5В» сможет выводить с космодрома Восточный 26—27 тонн, а не 37 тонн, как в одноразовом варианте. Благодаря многоразовости стоимость выведения груза с помощью «Ангары» на низкую орбиту (200 километров) может быть снижена на 33—37 % по сравнению с одноразовым пуском, а на геостационарную орбиту (36 тысяч километров) — на 22—27 %.
В конце 2020 года генеральный конструктор КБ «Салют» Центра им. Хруничева Сергей Кузнецов сообщил СМИ, что технических препятствий оснастить «Ангару» возвращаемой первой ступенью нет, однако экономическая целесообразность такого подхода неясна.
25 января 2021 года Дмитрий Рогозин в ходе выступления на Королёвских чтениях заявил, что прорабатывается предложение о возвращении первой ступени пакетом, без разделения на отдельные отдельные универсальные ракетные модули для версии Ангара-А5В.
10 апреля 2023 года гендиректор Центра им. Хруничева Алексей Варочко сообщил СМИ, что в 2021 году был защищен эскизный проект по созданию КРК «Амур» второго этапа с ракетой-носителем повышенной грузоподъемности «Ангара-А5В», в состав которой входит кислородно-водородная третья ступень. В рамках данного проекта была рассмотрена возможность создания на её основе многоразовой ракеты. Учитывая текущую ситуацию, решение о развертывании дальнейших работ по созданию многоразовой ракеты является прерогативой государственного заказчика. При этом необходимо учитывать, что её разработку нужно вести одновременно с разработкой ракеты повышенной грузоподъемности «Ангара-А5В».

## Эксплуатация
Основной задачей эксплуатации РН «Ангара-А5» является выведение современных и перспективных тяжёлых космических аппаратов на высокоэнергетические орбиты — геостационарные (спутники связи, метеоспутники, космические аппараты в интересах Министерства обороны), траектории полётов к Луне и отлётные траектории (АМС). Увеличение массы полезной нагрузки до 25—37 т относительно эксплуатируемой в настоящее время тяжёлой РН «Протон» (полезная нагрузка до 22 т на низкую околоземную орбиту) позволит существенно увеличить и расширить возможности перспективных КА.

### Военные пуски по линии Министерства обороны РФ
- 10 октября 2017 года исполняющий обязанности гендиректора Центра им. Хруничева Алексей Варочко сообщил СМИ, что по линии Минобороны РФ завод имеет заказ на изготовление 10 носителей[76].
- 4 марта 2019 года источник в ракетно-космической отрасли сообщил СМИ, что Министерство обороны России заключило контракт с Центром Хруничева на запуски РКН «Ангара-А5» с военными спутниками с космодрома Плесецк в 2019—2022 годах и с космодрома Восточный в период до 2025 года[77].
- 31 января 2020 года источник в ракетно-космической отрасли сообщил СМИ, что Роскосмос и Минобороны России планируют заключить первый контракт на серийную поставку носителей «Ангара-А5» после намеченного на 2020 год по программе лётно-конструкторских испытаний пуска[78].
- 4 июня 2020 года источник в Минобороны сообщил СМИ, что министерство подписало с Центром им. Хруничева контракт на создание четырёх ракет-носителей «Ангара-А5» (заводские номера: 71757—71760); контракт оценивается в сумму свыше 18 млрд руб. и должен быть выполнен с 2022 по 2024 годы[79]. 27 марта 2021 года предприятие приступило к изготовлению носителей по госконтракту от 21 мая 2020 года[80].
- 18 февраля 2021 года Алексей Варочко сообщил, что предприятие ведёт переговоры с Минобороны РФ о заключении контракта на поставку первых модернизированных ракет «Ангара-А5М»[81].
- 9 октября 2021 года из репортажа ГТРК «Поморье» стало известно, что в период с 2024 по конец 2027 года[82] Минобороны России запланировало провести 17 пусков «Ангары-А5» с космодрома Плесецк (по три пуска ежегодно)[67][83].

### Гражданские пуски Роскосмоса
По состоянию на февраль 2021 года контракт между Центром им. Хруничева и Роскосмосом был заключён только на 3 ракеты — одну «Ангару-А5» и две «Ангары-А5М» для обеспечения первых стартов с Восточного.
После завершения лётно-конструкторских испытаний с помощью «Ангары» предполагается запускать спутники ГЛОНАСС; 8 мая 2019 года СМИ сообщили, что согласно Стратегии развития ГЛОНАСС до 2030 года — с 2024-го по 2032 год должно быть выведено на орбиту 18 спутников «Глонасс-К2».
Первый запуск двух аппаратов «Глонасс-К2» с помощью «Ангары» должен состояться в первом квартале 2024 года.
В следующий раз «Ангара» должна вывести на орбиту по два спутника системы в третьем и четвёртом кварталах 2025 года. Всего «Ангара-А5» выполнит 9 пусков с космодромов Плесецк и Восточный по программе ГЛОНАСС.
Российско-американскую миссию «Венера-Д» предлагается запустить с помощью «Ангары-А5» с космодрома Восточный в 2026 году.
В начале 2016 года с помощью тяжёлой «Ангары-А5» планировалось выводить на орбиту с космодрома Восточный три аппарата семейства «Луч» — соответственно, в 2021, 2022 и 2024 годах.
Кроме того, в 2025 году «Ангара» должна вывести на орбиту гидрометеоспутник «Электро-М».
Запуск миссии Фобос-Грунт 2 также возможен с помощью «Ангары».
В конце сентября 2017 года глава Роскосмоса Игорь Комаров сообщил, что при создании международной лунной орбитальной станции Deep Space Gateway для вывода на орбиту шлюзового модуля в 2026 году будет использоваться РКН «Ангара-А5М». После создания «Ангары-А5В» к станции могут быть запущены тяжёлые российские модули массой 10 т.
6 сентября 2019 года глава Роскосмоса Дмитрий Рогозин заявил, что лётные испытания нового пилотируемого корабля решено вернуть на «Ангару», первый тестовый беспилотный пуск без стыковки с МКС пройдет в 2023 году, в 2025 году состоится пилотируемый полёт, в 2026 — пилотируемый полёт со стыковкой с МКС.
10 декабря 2020 года между Роскосмосом и КБ «Арсенал» был заключён контракт на разработку аванпроекта по созданию космического комплекса с транспортно-энергетическим модулем (ТЭМ) на основе ядерной энергетической установки. В 2030 году как минимум двумя пусками — «Ангарой-А5В» и «Ангарой-А5» на орбиту 900 км будет выведен ядерный космический комплекс «Нуклон»
16 декабря 2020 года глава Роскосмоса Дмитрий Рогозин сообщил, что «Ангара-А5В» будет способна решать все задачи отечественной космонавтики (в том числе первый этап лунной программы) вплоть до 2032 года.
18 февраля 2021 года генеральный конструктор КБ «Салют» Центра им. М. В. Хруничева Сергей Кузнецов заявил, что «Ангара-А5В» сможет запускать корабль Орлёнок к Луне.
20 октября 2021 года глава Роскосмоса Дмитрий Рогозин сообщил, что АМС «Луна-27» будет выведена в космос «Ангарой-А5» вместо «Союза-2».

### Коммерческие пуски
8 мая 2019 года президент International Launch Services Кирк Пайшер на встрече с журналистами сообщил, что коммерческие пуски «Ангары-А5» начнутся не ранее 2025 года. Он уточнил, что переходный период от «Протона» к «Ангаре-А5» может затянуться до 2026—2027 года.

### Отменённые планы пусков
Существует проект создания с помощью «Ангары-5» российской лунной базы. Для создания базы в районе южного полюса Луны компания «Лин Индастриал» предлагает осуществить 13 пусков модернизированных ракет «Ангара-А5». Всего же для поддержания базы потребуется 37 пусков в течение пяти лет. Возможный срок реализации проекта — десять лет от начала принятия решения, из них пять лет — непосредственное развёртывание базы и работа экипажей. Стоимость программы оценивается в 550 млрд. рублей. При этом имеющиеся долгосрочные программы «Роскосмоса» по созданию орбитальной и поверхностной лунных баз оцениваются на порядок дороже, а сроки их реализации отодвинуты на 2030-е — 2040-е годы.

### Список пусков
Пуски РН «Ангара-А5» осуществляются с действующей площадки 35 на космодроме Плесецк. Первый полёт РН «Ангара-А5» состоялся 23 декабря 2014 года.
На середину 2025 года осуществлено пять запусков «Ангары-А5», все пять — успешно (в одном некорректно отработал РБ «Персей», что сделало частично успешной работу связки «ракета + разгонный блок», однако сама «Ангара-А5» и в данном запуске отработала на 100 % успешно).
11 апреля 2024 состоялся успешный запуск ракеты-носителя «Ангара-А5» с космодрома Восточный.
19 июня 2025 состоялся успешный запуск ракеты-носителя «Ангара-А5» с полезной нагрузкой с космодрома Плесецк.

## Конструкция
Экологически безопасное топливо ракеты (кислород + керосин) позволяет снизить экологическую нагрузку от запусков на окружающую среду.
Запускается с пятью универсальными ракетными модулями УРМ-1, которые оснащены двигателями РД-191 (четыре модуля на первой ступени и один на второй), и УРМ-2, оснащенным двигателем РД-0124. По мнению генерального директора и генерального конструктора Центра Хруничева Владимира Нестерова, РД-0124 — «уникальный по техническим параметрам двигатель». Удельный импульс двигателя второй ступени 359 единиц (удельный импульс двигателя второй ступени Falcon 9 — 348).
Стартовые комплексы: Плесецк, Восточный.

### Варианты «Ангары-А5»
Цикл изготовления одной ракеты «Ангары-А5» — 27 месяцев («Протона-М» — 18 месяцев).
| Вариант                                                                 | Ангара-А5         | Ангара-А5         | Ангара-А5М         | Ангара-А5М         | Ангара-А5В          | Ангара-А5В          |
| Первый запуск                                                           | 2014 год          | 2021 год          | 2024 год           |                    | 2030 год            |                     |
| ----------------------------------------------------------------------- | ----------------- | ----------------- | ------------------ | ------------------ | ------------------- | ------------------- |
| Первая ступень                                                          | 4×УРМ-1, РД-191   | 4×УРМ-1, РД-191   | 4×УРМ-1М, РД-191М  | 4×УРМ-1М, РД-191М  | 4×УРМ-1М, РД-191М   | 4×УРМ-1М, РД-191М   |
| Вторая ступень                                                          | 1хУРМ-1, РД-191   | 1хУРМ-1, РД-191   | 1×УРМ-1М, РД-191М  | 1×УРМ-1М, РД-191М  | 1×УРМ-1М, РД-191М   | 1×УРМ-1М, РД-191М   |
| Третья ступень                                                          | 1хУРМ-2, РД-0124А | 1хУРМ-2, РД-0124А | 1хУРМ-2, РД-0124АП | 1хУРМ-2, РД-0124АП | 1хУРМ-3В, 2×РД-0150 | 1хУРМ-3В, 2×РД-0150 |
| Разгонный блок                                                          | Бриз-М            | 14С48             | ДМ-03              | КВТК               | ДМ-УЗ               | КВТК-УЗ             |
| Высота макс., м                                                         | 55,23             |                   |                    | 57                 | 74,066              |                     |
| Размеры КГЧ, длина × диаметр, м                                         | 17,8 × 5,2        | 17,8 × 5,2        | 17,8 × 5,2         |                    |                     |                     |
| Объём пространства под обтекателем, м³                                  |                   |                   |                    |                    |                     |                     |
| Стартовая масса, т                                                      | 774               |                   | 780                |                    | 820                 |                     |
| Тяга (на уровне земли), тс                                              | 980               |                   |                    |                    | 980                 |                     |
| Стартовая тяговооружённость                                             | 1,27              |                   |                    |                    | 1,20                |                     |
| Поперечный размер, м                                                    | 8,86              |                   |                    |                    |                     |                     |
| «Орёл» на НОО (430/135 км, 51,6°), т: Плесецк / Восточный               | — /               | — /               | — / 22             | — / 22             | — /                 | — /                 |
| Полезная нагрузка на НОО (200 км), т: Плесецк / Восточный               | >23 / >24         | >23 / >24         | 24,5 / 25,5        | / >27              | — / 38,0            | — / 38,0            |
| Полезная нагрузка на ГПО (5500 км), т: Плесецк / Восточный              | 5,4 / —           | 5,4 / —           | — / 7,0            | 7,5 / 8,0          | — / 8               | — / 12,0            |
| Полезная нагрузка на ГСО (35 786 км), т: Плесецк / Восточный            | 2,5 / —           | 2,8 / 3,6         | 3,5 / 3,9          | 4,5 / 5,1          | — / 5,5             | — / 7,5             |
| Полезная нагрузка на отлётную траекторию к Луне, т: Плесецк / Восточный |                   |                   |                    |                    |                     | / >15               |
| «Орёл» на ОИСЛ, т                                                       |                   |                   |                    |                    |                     | 12,5                |

### Оценка стоимости запуска
В период лётно-конструкторских испытаний (2014—2022)
Заложенный Центром им. Хруничева производственный цикл «Ангары-А5» — два года.
В технико-экономическом обосновании проекта Федеральной космической программы на 2016—2025 годы, с которым удалось ознакомиться ТАСС, указывается, что стоимость изготовления первой тяжелой «Ангары-А5», запущенной в конце 2014 года с космодрома Плесецк, составила около 4,5 млрд рублей (в ценах на тот год).
Согласно документу, до 2025 года стоимость производства новой ракеты планируется снизить на 1 млрд рублей — до 3,5 млрд, то есть $58 млн. При этом около половины затрат от себестоимости РКН приходится на двигатели первой и второй ступеней РД-191.
В общую стоимость пуска ракеты (помимо её изготовления) входят пусковые услуги — транспортировка на космодром, предстартовая подготовка, сам запуск. Стоимость этих работ в технико-экономическом обосновании проекта Федеральной космической программы на 2016—2025 годы оценивается для ракеты «Ангара» с разгонным блоком «Бриз-М» в сумму почти 800 млн рублей.
Генеральный конструктор Центра им. Хруничева Александр Медведев заявил, что стоимость выпуска ракеты будет уменьшаться по мере роста объёмов производства: «Сегодня стоимость пуска „Ангары“ примерно на 30—40 % дороже, чем стоимость пуска „Протона“. Но надо иметь в виду, что себестоимость изготовления „Ангары-5“ будет уменьшаться с возрастанием количества изделий. Стоимость запусков тяжёлых ракет-носителей из семейства „Ангара“ к 2025 году будет почти на 20 % ниже, чем у „Протона-М“».
Слова Александра Медведева относительно стоимости производства «Ангары» в сравнении с «Протоном»:

Первые экземпляры того же «Протона» были намного дороже, чем сегодняшняя его стоимость. Известная закономерность, которая касается не только ракет, но и любой сложной техники: первое изделие всегда более трудоёмкое и дорогое. Причем в разы. Стоимость уменьшается в зависимости от номера изделия. Скажем, для «Протона» цена снизилась примерно в два раза где-то к 50-му изделию и пуску. Причем, для некоторых элементов — в 3—4 раза. Поскольку в «Ангаре» повторяются одинаковые модули, то она станет дешевле гораздо быстрее. Примерно уже к десятому пуску.
Слова Игоря Комарова относительно стоимости запуска «Ангары»:

Завод может производить в год до двадцати современных и перспективных ракет-носителей. Но в связи с сокращением финансирования, в том числе по линии Минобороны, планы по производству «Ангары», к сожалению, уменьшились в несколько раз. И сейчас может встать вопрос с загрузкой этих мощностей. Снижение заказов приведет фактически к простою и, как следствие, серьёзному росту стоимости производства и пусков «Ангары».
- 27 февраля 2017 года в опубликованном докладе отдела коммерческих космических перевозок Федерального управления гражданской авиации США была указана ориентировочная стоимость запуска РКН «Ангара-А5», которая равнялась 100 млн долларов[116]. Данная сумма на треть выше стоимости «Протон-М» (65 млн долларов) и на 40 % превышает стоимость Falcon 9 (61,2 млн долларов).
- 15 апреля 2018 года глава научно-технического совета Роскосмоса Юрий Коптев в интервью сообщил, что стоимость производства первой «Ангары-А5» составила 3,4 млрд рублей, что сопоставимо со стоимостью двух «Протон-М»[120].
- 21 мая 2018 года в годовой финансовой отчётности Центра им. Хруничева указывалось, что благодаря разработанному комплексу мероприятий (технологическим и конструкторским) трудоёмкость изготовления РКН «Ангара-А5» можно снизить в три раза[121].
- В августе 2018 в статье, опубликованной в научном журнале ЦНИИмаш «Космонавтика и ракетостроение», один из разработчиков ракет семейства «Ангара» Александр Медведев говорит, что «Ангара-А5М» может получиться на 20 % дешевле, чем первый экземпляр этой ракеты[68].
- 25 октября 2019 года исполнительный директор ПАО «Протон-ПМ» Дмитрий Щенятский сообщил, что предприятие к 2023 году планирует стать серийным изготовителем двигателя РД-191 и собирается на 32 % сократить цикл производства изделия, тем самым в полтора раза снизив стоимость изготовления каждого двигателя (в одной «Ангаре-А5» любой модификации используется 5 таких двигателей), снизив его стоимость до 200 млн рублей[122][123].
- 12 февраля 2020 года гендиректор Центра им. Хруничева Алексей Варочко сообщил, что «Ангара» — слишком дорогая ракета для коммерческих пусков: на сегодняшний день коммерческий заказ есть только на одну лёгкую ракету «Ангара-1.2»[124].
- 28 февраля 2020 года опубликован финансовый отчёт Центра им. Хруничева за 2019 год, из которого следует, что себестоимость производства ракеты-носителя тяжелого класса «Ангара-А5» составляет 7 миллиардов рублей. По данным генерального директора Центра реализация комплекса мероприятий по снижению себестоимости РН «Ангара», в том числе направленных на создание производства замкнутого цикла РН семейства «Ангара» на мощностях ПО «Полет», позволит снизить себестоимость РН «Ангара» до уровня 4,0 млрд руб. к 2024 году[125][126].
- 29 июня 2020 года Роскосмос сообщил, что стоимость производства каждой ракеты «Ангара-А5» для Минобороны РФ в рамках контракта на продолжение лётных испытаний составила менее 5 млрд рублей, после переноса производства в Омск стоимость снизится до 4 млрд. Высокая себестоимость ракеты «Ангара» до начала серийного производства связана с необходимостью Центру им. Хруничева работать на двух производственных площадках — в Омске и Москве. В рамках испытаний «Ангара» производится не серийно, а штучно. После запуска серийного производства замкнутого цикла себестоимость изделия снизится. Кроме того, «Ангара» (в отличие от «Протона») будет создана и в пилотируемом варианте, что увеличивает её стоимость из-за дополнительных требований по надёжности[127][128].
- 29 июня 2020 года заместитель генерального директора Центра им. Хруничева по экономике и финансам Сергей Чулков сообщил, что высокая стоимость ракет-носителей «Ангара» объясняется не только её производством на двух площадках — в Москве и Омске — но и необходимостью отработки конструкции и технологических процессов до тех пор, пока производство не вышло на серию. Кроме того, на начальном этапе выпуска продукции проводятся дополнительные квалификационные испытания отдельных агрегатов и составных частей ракет-носителей, которые нужны из-за перерывов в их производстве, связанных с малым объёмом заказа. Также себестоимость изделия увеличивается из-за технического перевооружения, которое проходится на омском ПО «Полёт». Эти работы предусматривают масштабную реконструкцию, носят комплексный подход и предполагают поэтапную реализацию перемещения производства из Москвы[129].
- 8 июля 2020 года генеральный конструктор Центра им. Хруничева в период 2009—2014 гг. Владимир Нестеров, при котором была изготовлена первая «Ангара-А5», сообщил, что себестоимость носителя составила 3,5 млрд рублей, куда вошли все затраты, связанные с первым запуском: замена приборов, экстренная доставка нужного оборудования, оплата внеурочного времени. В целом, затраты оказались в два раза больше, чем реальная стоимость носителя[130]. При соблюдении условий производства «Ангара-А5» будет стоить 2,8—2,9 млрд рублей (стоимость «Протон-М» составляет 2,33 млрд рублей)
- 24 декабря 2020 года генеральный конструктор КБ «Салют» Центра им. Хруничева Сергей Кузнецов сообщил, что стоимость пусковых услуг ракеты «Ангара-А5» ближе к 100 миллионам долларов, с переходом на серийное производство цена упадёт[131].

Стоимость страхования пусков
Генеральный директор госкомпании «Космическая связь» Юрий Прохоров сообщил, что стоимость страхования пуска при использовании «Ангары» составляет 35—40 % от стоимости спутника (при этом стоимость страхования пуска при использовании «Протон-М» составляет 16 % от стоимости спутника, а при использовании европейской Ariane 5 — 5—6 %).

## Критика проекта
Проект новой модификации подвергается критике — в частности, за дороговизну. Генеральный директор Роскосмоса Юрий Коптев на пресс-конференции, проведённой 25 марта 2015 года по итогам заседания научно-технического совета, опроверг ряд критических замечаний, в частности, дороговизну программы разработки «Ангары» и её причастность к американским офшорам.
Бывший генеральный директор КБ «Салют» Юрий Бахвалов считает создание водородного варианта «Ангары» нереализуемым; опыт создания и эксплуатации водородных двигателей в России был утрачен к середине 90-х годов.
Бывший президент и генеральный конструктор РКК «Энергия» Виталий Лопота считает, что грузоподъёмность носителей семейства «Ангара» явно недостаточна как для вывода на ГПО телекоммуникационных спутников (около 2,5 т у «Ангары-А5» против требуемых 5—6 т), так и для перспективных пилотируемых программ (необходимость многопусковой схемы «Ангары-А5В» против разового пуска носителя грузоподъёмностью 75—80 т для облёта Луны на корабле «Федерация» в лунной программе). Примером может служить отказ Министерства обороны РФ в начале 2016 года от закупки спутников связи «Сфера-В», под которые не нашлось носителя подходящей грузоподъёмности.
Крайне сложной задачей является осуществление лунной программы даже при использовании носителя в варианте с водородным разгонным блоком. В этом случае потребуется выполнить 4 пуска носителя, каждый — с интервалом не более трёх дней. Такой вариант потребовал бы наличия на космодроме «Восточный» стартовых столов сразу для двух носителей, в то время как там решено построить только один комплекс, что делает четырёхпусковую схему невозможной. Кроме того, конструкция «Ангары» не предусматривает увод носителя от стартовой площадки в случае отказа одного из двигателей. Авария на первой ступени приведёт не только к отмене всей пилотируемой экспедиции, но и к замораживанию всех пусков тяжёлых ракет с «Восточного» на время ремонтных работ.
По утверждению члена-корреспондента Российской академии космонавтики Андрея Ионина, высказанному в 2013 году, ракета оказалась значительно дороже запланированного. С другой стороны, неназванный источник в компании-разработчике утверждал, что при переходе к серийному производству цена ракеты должна уменьшиться в 2,5 раза.
В конце июля 2017 года заместитель генерального директора РКК «Энергия» Александр Деречин заявил, что из-за высокой стоимости запуска «Ангара-А5» является неконкурентоспособной на международном рынке.